# Hydrotaea pilipes
Hydrotaea pilipes är en tvåvingeart som beskrevs av Stein 1903. Hydrotaea pilipes ingår i släktet Hydrotaea och familjen husflugor. Arten är reproducerande i Sverige. Inga underarter finns listade i Catalogue of Life.